# Sérignan
Ne doit pas être confondu avec Sérignan-du-Comtat.
Sérignan [se.ʁi.ɲɑ̃] est une commune française située dans le sud du département de l'Hérault en région Occitanie.
Exposée à un climat méditerranéen, elle est drainée par l'Orb, le ruisseau de la Maïre Vieille, le ruisseau de Navaret et par divers autres petits cours d'eau. La commune possède un patrimoine naturel remarquable : trois sites Natura 2000 (« la Grande Maire », « les Orpellières » et « est et sud de Béziers »), trois espaces protégés (la « mare d'Opoul et ses abords », « la Grande Maire » et « Les Orpellières ») et six zones naturelles d'intérêt écologique, faunistique et floristique.
Sérignan est une commune urbaine et littorale qui compte 8 437 habitants en 2022, après avoir connu une forte hausse de la population depuis 1962. Elle est ville-centre de l'agglomération de Sérignan et fait partie de l'aire d'attraction de Béziers. Ses habitants sont appelés les Sérignanais ou  Sérignanaises.

## Géographie

### Communes limitrophes
|         | Villeneuve-lès-Béziers |                  |
| Sauvian | Sérignan               | Portiragnes      |
| Vendres | Valras-Plage           | Mer Méditerranée |

### Climat
Pour des articles plus généraux, voir Climat de l'Occitanie et Climat de l'Hérault.
En 2010, le climat de la commune est de type climat méditerranéen franc, selon une étude s'appuyant sur une série de données couvrant la période 1971-2000. En 2020, Météo-France publie une typologie des climats de la France métropolitaine dans laquelle la commune est exposée à un climat méditerranéen et est dans la région climatique  Provence, Languedoc-Roussillon, caractérisée par une pluviométrie faible en été, un très bon ensoleillement (2 600 h/an), un été chaud (21,5 °C), un air très sec en été, sec en toutes saisons, des vents forts (fréquence de 40 à 50 % de vents > 5 m/s) et peu de brouillards.
Pour la période 1971-2000, la température annuelle moyenne est de 14,9 °C, avec une amplitude thermique annuelle de 15,8 °C. Le cumul annuel moyen de précipitations est de 590 mm, avec 5,6 jours de précipitations en janvier et 2,3 jours en juillet. Pour la période 1991-2020, la température moyenne annuelle observée sur la station météorologique la plus proche, située à Portiragnes à 6 km à vol d'oiseau, est de 15,3 °C et le cumul annuel moyen de précipitations est de 555,3 mm,. Pour l'avenir, les paramètres climatiques de la commune estimés pour 2050 selon différents scénarios d'émission de gaz à effet de serre sont consultables sur un site dédié publié par Météo-France en novembre 2022.

### Milieux naturels et biodiversité

#### Espaces protégés
La protection réglementaire est le mode d’intervention le plus fort pour préserver des espaces naturels remarquables et leur biodiversité associée,.
Trois espaces protégés sont présents sur le territoire de la commune : 
- la « mare d'Opoul et ses abords », objet d'un arrêté de protection de biotope, d'une superficie de 11,7 ha[9] ;
- « la Grande Maire », un terrain acquis par le Conservatoire du Littoral, d'une superficie de 156 ha[10],[11] ;
- « Les Orpellières », un terrain acquis par le Conservatoire du Littoral, d'une superficie de 171,8 ha[12],[13].

#### Réseau Natura 2000

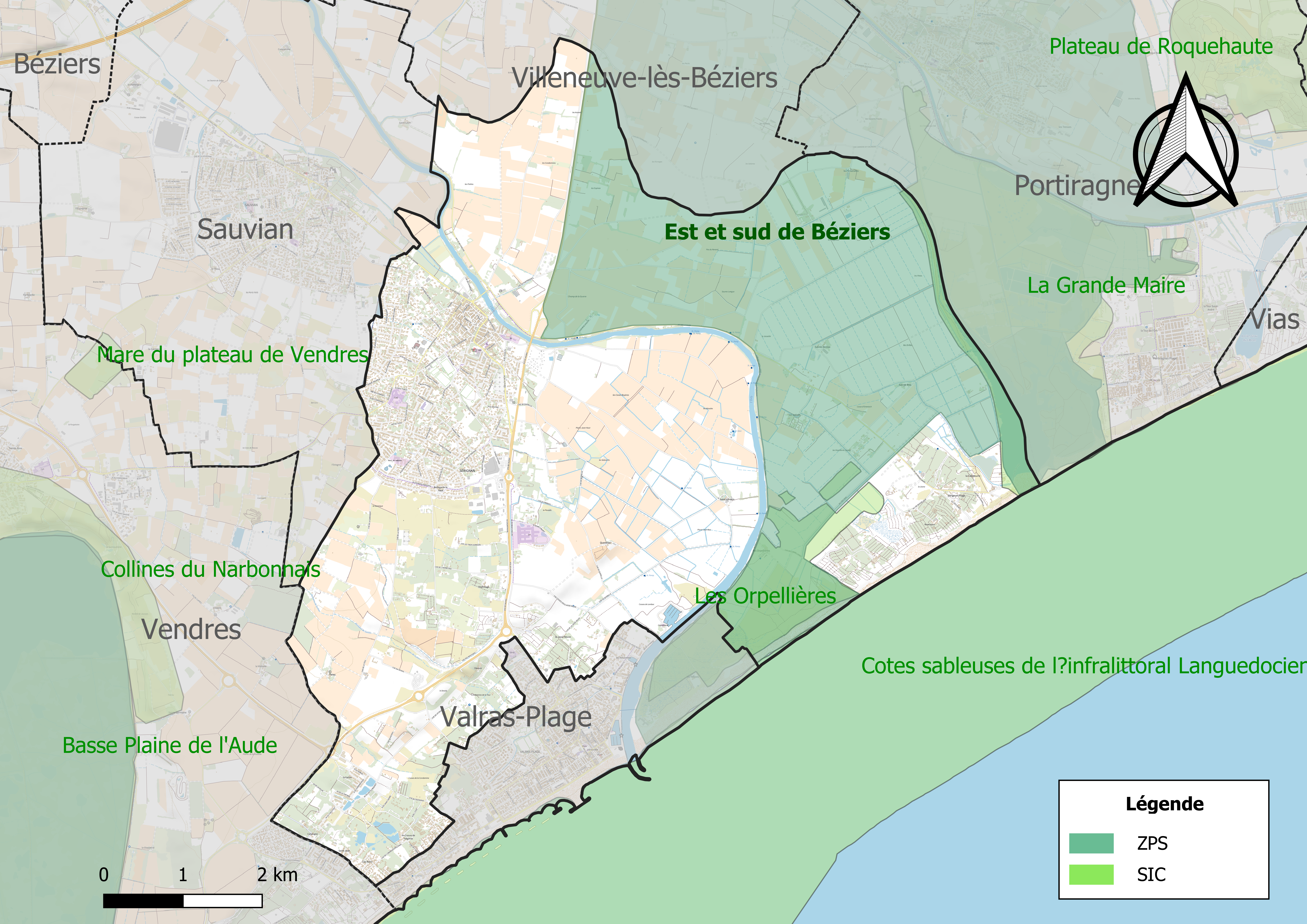
Sites Natura 2000 sur le territoire communal.

Le réseau Natura 2000 est un réseau écologique européen de sites naturels d'intérêt écologique élaboré à partir des directives habitats et oiseaux, constitué de zones spéciales de conservation (ZSC) et de zones de protection spéciale (ZPS).
Deux sites Natura 2000 ont été définis dans la commune au titre de la directive habitats :
- « la Grande Maire », d'une superficie de 422 ha, une petite surface des milieux naturels typiques des côtes basses languedociennes : un cordon dunaire constitué des dunes typiques méditerranéennes de l'avant-dune, à la dune blanche et à la dune grise (dune fixée)t en bon état de conservation et, en arrière de ce cordon, une zone humide avec des formations imbriquées en mosaïque (sansouires, lagunes et prés salés)[16] ;
- « les Orpellières », d'une superficie de 143 ha, un ensemble représentatif des côtes languedociennes avec un long cordon dunaire ininterrompu constitué de dunes blanches et de dunes grises, protégeant des prés salés (jonchaies, pannes dunaires, sansouires et localement des formations de steppes salées à Limonium ferulaceum[17] ;

et un au titre de la directive oiseaux : 
- « est et sud de Béziers », d'une superficie de 6 102 ha, constituée d'une vaste mosaïque de zones cultivées ponctuées de haies et de petits bois et la proximité de zones humides littorales de grande étendue, favorable à de nombreuses espèces d'oiseaux à forte valeur patrimoniale : le Rollier d'Europe, l'Outarde canepetière, le Circaète Jean-le-Blanc, le Milan noir et le Bruant ortolan[18].

#### Zones naturelles d'intérêt écologique, faunistique et floristique

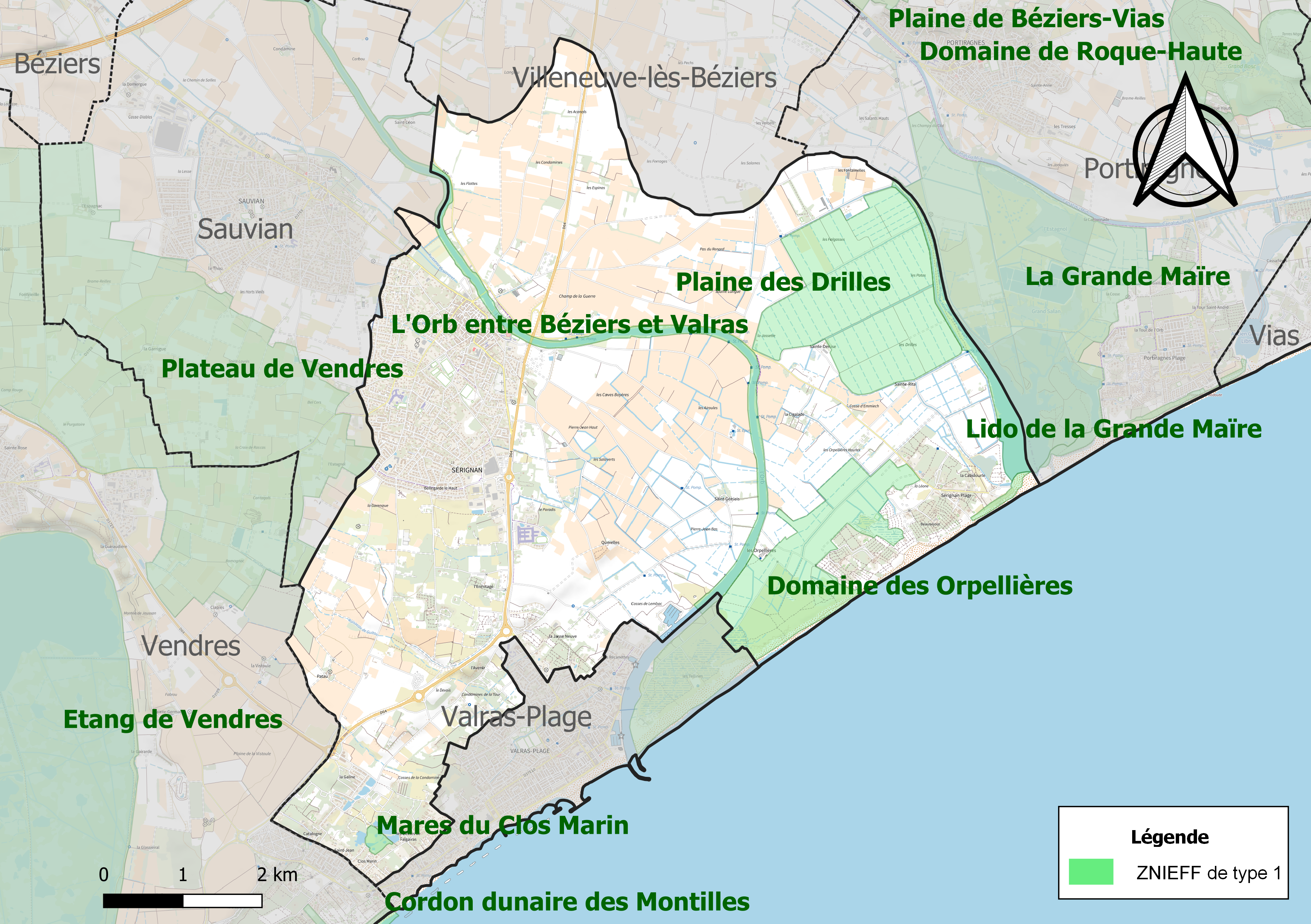
Carte des ZNIEFF de type 1 localisées sur le territoire de la commune.

L'inventaire des zones naturelles d'intérêt écologique, faunistique et floristique (ZNIEFF) a pour objectif de réaliser une couverture des zones les plus intéressantes sur le plan écologique, essentiellement dans la perspective d'améliorer la connaissance du patrimoine naturel national et de fournir aux différents décideurs un outil d'aide à la prise en compte de l'environnement dans l'aménagement du territoire.
Six ZNIEFF de type 1 sont recensées dans la commune :
- le « domaine des Orpellières » (200 ha), couvrant 2 communes du département[20] ;
- « la Grande Maïre » (388 ha), couvrant 2 communes du département[21] ;
- le « lido de la Grande Maïre » (15 ha), couvrant 3 communes du département[22] ;
- « l'Orb entre Béziers et Valras » (82 ha), couvrant 4 communes du département[23] ;
- les « mares du Clos Marin » (4 ha)[24] ;
- la « plaine des Drilles » (215 ha)[25] ;

## Urbanisme

### Typologie
Au 1er janvier 2024, Sérignan est catégorisée petite ville, selon la nouvelle grille communale de densité à sept niveaux définie par l'Insee en 2022.
Elle appartient à l'unité urbaine de Sérignan, une agglomération intra-départementale regroupant trois  communes, dont elle est ville-centre,,. Par ailleurs la commune fait partie de l'aire d'attraction de Béziers, dont elle est une commune de la couronne,. Cette aire, qui regroupe 53 communes, est catégorisée dans les aires de 50 000 à moins de 200 000 habitants,.
La commune, bordée par la mer Méditerranée, est également une commune littorale au sens de la loi du 3 janvier 1986, dite loi littoral. Des dispositions spécifiques d’urbanisme s’y appliquent dès lors afin de préserver les espaces naturels, les sites, les paysages et l’équilibre écologique du littoral, tel le principe d'inconstructibilité, en dehors des espaces urbanisés, sur la bande littorale des 100 mètres, ou plus si le plan local d’urbanisme le prévoit.

### Occupation des sols
L'occupation des sols de la commune, telle qu'elle ressort de la base de données européenne d’occupation biophysique des sols Corine Land Cover (CLC), est marquée par l'importance des territoires agricoles (73,7 % en 2018), en diminution par rapport à 1990 (79,3 %). La répartition détaillée en 2018 est la suivante : 
cultures permanentes (34,5 %), zones agricoles hétérogènes (28,9 %), terres arables (10,3 %), zones urbanisées (10,1 %), espaces verts artificialisés, non agricoles (6,2 %), zones humides côtières (5,8 %), zones industrielles ou commerciales et réseaux de communication (1,6 %), espaces ouverts, sans ou avec peu de végétation (1,1 %), eaux maritimes (0,8 %), eaux continentales (0,4 %), forêts (0,2 %). L'évolution de l’occupation des sols de la commune et de ses infrastructures peut être observée sur les différentes représentations cartographiques du territoire : la carte de Cassini (XVIIIe siècle), la carte d'état-major (1820-1866) et les cartes ou photos aériennes de l'IGN pour la période actuelle (1950 à aujourd'hui).

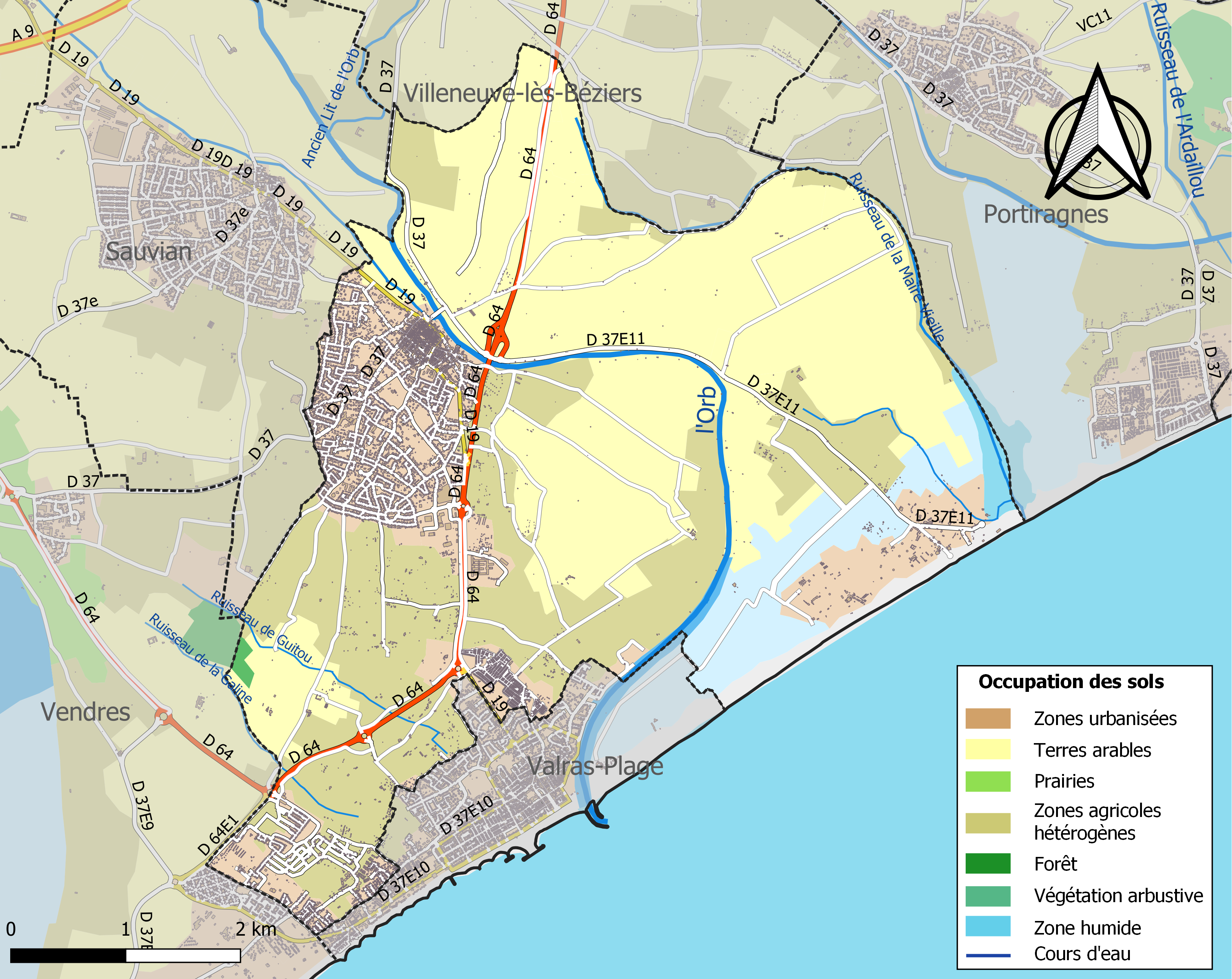
Carte des infrastructures et de l'occupation des sols de la commune en 2018 (CLC).

### Risques majeurs
Le territoire de la commune de Sérignan est vulnérable à différents aléas naturels : météorologiques (tempête, orage, neige, grand froid, canicule ou sécheresse), inondations et séisme (sismicité faible). Il est également exposé à deux risques technologiques,  le transport de matières dangereuses et la rupture d'un barrage. Un site publié par le BRGM permet d'évaluer simplement et rapidement les risques d'un bien localisé soit par son adresse soit par le numéro de sa parcelle.

#### Risques naturels
La commune fait partie du territoire à risques importants d'inondation (TRI) de Béziers-Agde, regroupant 15 communes autour des bassins de vie de Béziers et d'Agde, un des 31 TRI qui ont été arrêtés fin 2012 sur le bassin Rhône-Méditerranée, retenu au regard des submersions marines et des débordements de cours d’eau,  notamment d'ouest en est, de l'Orb, du Libron et de l'Hérault. Les crues historiques antérieures à 2019 les plus significatives sont celles du 26 septembre 1907, un épisode généralisé sur la quasi-totalité du bassin, et du 30 septembre 1958, un épisode cévenol en partie supérieure du bassin. Des cartes des surfaces inondables ont été établies pour trois scénarios : fréquent (crue de temps de retour de 10 ans à 30 ans), moyen (temps de retour de 100 ans à 300 ans) et extrême (temps de retour de l'ordre de 1 000 ans, qui met en défaut tout système de protection). La commune a été reconnue en état de catastrophe naturelle au titre des dommages causés par les inondations et coulées de boue survenues en 1982, 1984, 1986, 1987, 1993, 1995, 1996, 1997, 2005, 2011, 2014 et 2019,.
Sérignan est exposée au risque de feu de forêt du fait de la présence sur son territoire. Un plan départemental de protection des forêts contre les incendies (PDPFCI) a été approuvé en juin 2013 et court jusqu'en 2022, où il doit être renouvelé. Les mesures individuelles de prévention contre les incendies sont précisées par deux arrêtés préfectoraux et s’appliquent dans les zones exposées aux incendies de forêt et à moins de 200 mètres de celles-ci. L’arrêté du 25 avril 2002 réglemente l'emploi du feu en interdisant notamment d’apporter du feu, de fumer et de jeter des mégots de cigarette dans les espaces sensibles et sur les voies qui les traversent sous peine de sanctions. L'arrêté du 11 mars 2013 rend le débroussaillement obligatoire, incombant au propriétaire ou ayant droit,.

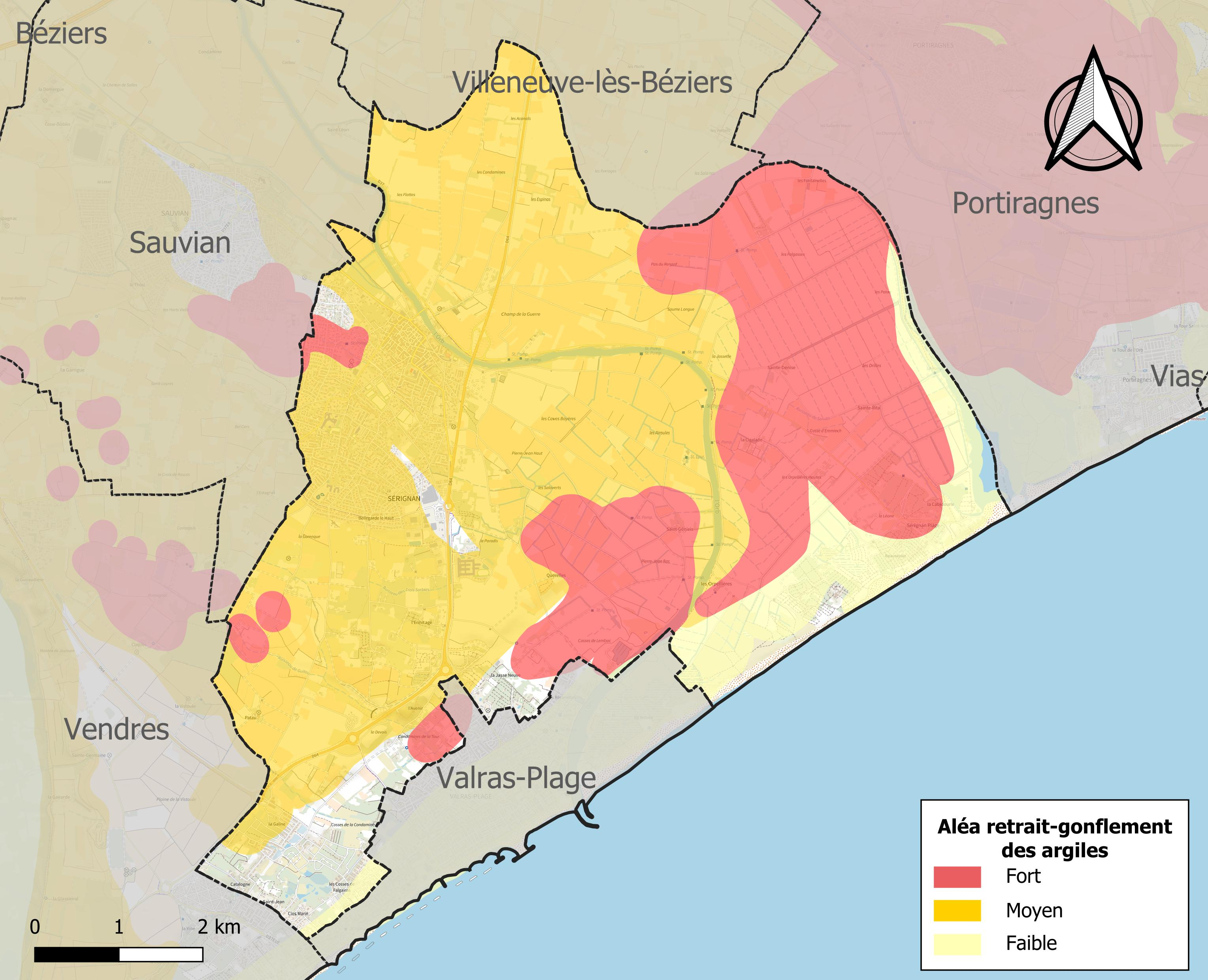
Carte des zones d'aléa retrait-gonflement des sols argileux de Sérignan.

Le retrait-gonflement des sols argileux est susceptible d'engendrer des dommages importants aux bâtiments en cas d’alternance de périodes de sécheresse et de pluie. 84,8 % de la superficie communale est en aléa moyen ou fort (59,3 % au niveau départemental et 48,5 % au niveau national). Sur les 3 701 bâtiments dénombrés sur le territoire de la commune en 2019, 3 059 sont en aléa moyen ou fort, soit 83 %, à comparer aux 85 % au niveau départemental et 54 % au niveau national. Une cartographie de l'exposition du territoire national au retrait gonflement des sols argileux est disponible sur le site du BRGM,.
Par ailleurs, afin de mieux appréhender le risque d’affaissement de terrain, l'inventaire national des cavités souterraines permet de localiser celles situées sur le territoire de la commune.

#### Risques technologiques
Le risque de transport de matières dangereuses dans la commune est lié à sa traversée par des infrastructures routières ou ferroviaires importantes ou la présence d'une canalisation de transport d'hydrocarbures. Un accident se produisant sur de telles infrastructures est susceptible d’avoir des effets graves sur les biens, les personnes ou l'environnement, selon la nature du matériau transporté. Des dispositions d’urbanisme peuvent être préconisées en conséquence.
La commune est en outre située en aval du Barrage des monts d'Orb, un ouvrage de classe A sur l'Orb, mis en service en 1961 et disposant d'une retenue de 30,6 millions de mètres cubes. À ce titre elle est susceptible d’être touchée par l’onde de submersion consécutive à la rupture de cet ouvrage.

## Toponymie
Attestée sous les formes Surignano en 960, Surignanus en 969, in Sirignano en 990, de Serrignano, de Sirignano en 1069, de Serignano en 1137, de Serinha en 1368.
Son nom viendrait de celui d'un centurion romain Surinius, Surinus ou Serenus qui aurait reçu une villa, en récompense de ses mérites, sur l'emplacement du village + suffixe (-i)-anum..
Soit, dérive de Sarragna signifiant « lieu clos / lieu de péage », ce qui peut s'expliquer par un comptoir maritime destiné à recevoir les taxes des bateaux qui remontaient l'Orb.
La commune se nomme Serinhan [se.ri.'ɲan] en Occitan.

## Histoire
L'existence d'une petite seigneurie, installée dans un château aujourd'hui disparu, et protégée par des remparts est attestée dès le Xe siècle.
En 1209, Sérignan fut pillée lors de la croisade contre les albigeois.
En 1286, après la bataille du col de Panissars, les troupes aragonaises de l'Amiral de Lauria pénètrent en France et incendient la ville. Cet épisode a laissé son nom à la rive gauche de l'Orb : le champ de la guerre. Le village se reconstruit ensuite.
En 1542, Jean de Graves, seigneur de Sérignan, s'empare du château de Peyrepertuse au nom de la Réforme, mais est ensuite fait prisonnier et exécuté.
Le 18 février 1931, le territoire de Sérignan est divisé en deux communes distinctes : Sérignan et Valras-la-Plage (nommée ainsi à l'époque).

## Politique et administration

### Liste des maires
| Période    | Période    | Identité                    | Étiquette       | Qualité                                                                             |
| ---------- | ---------- | --------------------------- | --------------- | ----------------------------------------------------------------------------------- |
| 1791       | 1793       | Jean-Jacques Brousse        |                 | Avocat-Juge                                                                         |
| 1793       | 1803       | Guillaume Thomières         |                 | Propriétaire                                                                        |
| 1803       | 1808       | Jean-Jacques Fabre          |                 |                                                                                     |
| 1808       | 1813       | Aphrodise Jammes            |                 | Propriétaire                                                                        |
| 1813       | 1819       | Jean-Jacques Amat           |                 | Avocat                                                                              |
| 1819       | 1822       | Antoine-Léandre Brousse     |                 | Propriétaire                                                                        |
| 1822       | 1834       | Louis-Joachim Valessie      |                 | Chevalier de l'ordre Royal                                                          |
| 1834       | 1835       | Galibert                    |                 | Propriétaire                                                                        |
| 1835       | 1836       | J. Ruffier                  |                 |                                                                                     |
| 1836       | 1837       | Pierre Tindel               |                 | Avocat                                                                              |
| 1837       | 1840       | Benoît Pourquier            |                 | Notaire                                                                             |
| 1840       | 1847       | Simplicien-François Brousse |                 |                                                                                     |
| 1847       | 1853       | Pierre Tindel               |                 | Avocat                                                                              |
| 1853       | 1870       | Guillaume-Léopold Pourquier |                 | Notaire                                                                             |
| 1870       | 1871       | Louis Gast                  |                 |                                                                                     |
| 1871       | 1878       | Benoît Lamotte              |                 | Notaire                                                                             |
| 1878       | 1881       | Martial Labadie             |                 | Propriétaire                                                                        |
| 1881       | 1886       | Anselme Crouzat             |                 | Conseiller d'arrondissement                                                         |
| 1886       | 1889       | Guillaume Muratel           |                 | Propriétaire                                                                        |
| 1889       | 1892       | Jacques Fabre               |                 | Courtier en vins                                                                    |
| 1892       | 1893       | Joseph Cabrillac            |                 | Propriétaire                                                                        |
| 1893       | 1900       | Etienne Crouzat             |                 | Propriétaire                                                                        |
| 1900       | 1902       | Célestin Abbes              |                 | Conseiller Général                                                                  |
| 1902       | 1903       | Joseph Aguilhon             |                 | Propriétaire                                                                        |
| 1903       | 1904       | Joannes Alignan             |                 | Boulanger                                                                           |
| 1904       | 1911       | Joseph Aguilhon             |                 | Propriétaire                                                                        |
| 1911       | 1913       | Ernest Blanchon             |                 | Docteur en médecine                                                                 |
| 1914       | 1919       | Ernest Amiel                |                 |                                                                                     |
| 1919       | 1931       | Ernest Blanchon             |                 | Docteur en médecine                                                                 |
| 1931       | 1941       | Roger Audoux                |                 | Ingénieur                                                                           |
| 1941       | 1944       | Louis Denat                 |                 | Courtier en vins                                                                    |
| 1944       | 1945       | Jean Combescure             |                 | Propriétaire                                                                        |
| 1945       | 1947       | Herman Rouzaud              |                 | Commerçant                                                                          |
| 1947       | avril 1965 | Jean Combescure             |                 | Propriétaire                                                                        |
| avril 1965 | mars 1989  | Marius Castagné             | PCF             | Ouvrier agricole                                                                    |
| mars 1989  | mars 2008  | André Gélis                 | UDF-PR puis UMP |                                                                                     |
| mars 2008  | En cours   | Frédéric Lacas              | DVD             | Médecin Président de la Communauté d'Agglomération Béziers-Méditerranée (2014-2020) |

## Population et société

### Démographie
L'évolution du nombre d'habitants est connue à travers les recensements de la population effectués dans la commune depuis 1793. Pour les communes de moins de 10 000 habitants, une enquête de recensement portant sur toute la population est réalisée tous les cinq ans, les populations de référence des années intermédiaires étant quant à elles estimées par interpolation ou extrapolation. Pour la commune, le premier recensement exhaustif entrant dans le cadre du nouveau dispositif a été réalisé en 2006.

En 2022, la commune comptait 8 437 habitants, en évolution de +21,68 % par rapport à 2016 (Hérault : +7,49 %, France hors Mayotte : +2,11 %).
| 1793  | 1800  | 1806  | 1821  | 1831  | 1836  | 1841  | 1846  | 1851  |
| ----- | ----- | ----- | ----- | ----- | ----- | ----- | ----- | ----- |
| 1 317 | 1 389 | 1 596 | 1 755 | 1 997 | 2 100 | 2 141 | 2 147 | 2 254 |

| 1856  | 1861  | 1866  | 1872  | 1876  | 1881  | 1886  | 1891  | 1896  |
| ----- | ----- | ----- | ----- | ----- | ----- | ----- | ----- | ----- |
| 2 310 | 2 408 | 2 442 | 2 419 | 2 392 | 3 048 | 3 494 | 3 513 | 3 485 |

| 1901  | 1906  | 1911  | 1921  | 1926  | 1931  | 1936  | 1946  | 1954  |
| ----- | ----- | ----- | ----- | ----- | ----- | ----- | ----- | ----- |
| 3 509 | 3 350 | 3 222 | 3 593 | 3 640 | 2 847 | 2 683 | 2 393 | 2 717 |

| 1962  | 1968  | 1975  | 1982  | 1990  | 1999  | 2006  | 2011  | 2016  |
| ----- | ----- | ----- | ----- | ----- | ----- | ----- | ----- | ----- |
| 2 788 | 2 950 | 3 214 | 3 884 | 5 173 | 6 134 | 6 522 | 6 740 | 6 934 |

| 2021  | 2022  | - | - | - | - | - | - | - |
| ----- | ----- | - | - | - | - | - | - | - |
| 8 123 | 8 437 | - | - | - | - | - | - | - |

### Enseignement
Le lycée méditerranéen Marc Bloch, construit selon les normes BBC a ouvert ses portes en 2013.

## Économie

### Revenus
En 2018, la commune compte 3 634 ménages fiscaux, regroupant 7 816 personnes. La médiane du revenu disponible par unité de consommation est de 20 220 € (20 330 € dans le département). 45 % des ménages fiscaux sont imposés (45,8 % dans le département).

### Emploi
|                | 2008   | 2013   | 2018   |
| -------------- | ------ | ------ | ------ |
| Commune        | 10,8 % | 12,2 % | 12,9 % |
| Département    | 10,1 % | 11,9 % | 12 %   |
| France entière | 8,3 %  | 10 %   | 10 %   |

En 2018, la population âgée de 15 à 64 ans s'élève à 3 831 personnes, parmi lesquelles on compte 67,5 % d'actifs (54,6 % ayant un emploi et 12,9 % de chômeurs) et 32,5 % d'inactifs,. Depuis 2008, le taux de chômage communal (au sens du recensement) des 15-64 ans est supérieur à celui de la France et du département.
La commune fait partie de la couronne de l'aire d'attraction de Béziers, du fait qu'au moins 15 % des actifs travaillent dans le pôle,. Elle compte 1 897 emplois en 2018, contre 1 667 en 2013 et 1 542 en 2008. Le nombre d'actifs ayant un emploi résidant dans la commune est de 2 131, soit un indicateur de concentration d'emploi de 89 % et un taux d'activité parmi les 15 ans ou plus de 42,9 %.
Sur ces 2 131 actifs de 15 ans ou plus ayant un emploi, 814 travaillent dans la commune, soit 38 % des habitants. Pour se rendre au travail, 81,4 % des habitants utilisent un véhicule personnel ou de fonction à quatre roues, 2,9 % les transports en commun, 10,6 % s'y rendent en deux-roues, à vélo ou à pied et 5 % n'ont pas besoin de transport (travail au domicile).

### Activités hors agriculture

#### Secteurs d'activités
674 établissements sont implantés à Sérignan au 31 décembre 2019. Le tableau ci-dessous en détaille le nombre par secteur d'activité et compare les ratios avec ceux du département,.
| Secteur d'activité                                                                                        | Commune | Commune | Département |
| Secteur d'activité                                                                                        | Nombre  | %       | %           |
| --- | ------- | ------- | ----------- |
| Ensemble                                                                                                  | 674     | 100 %   | (100 %)     |
| Industrie manufacturière, industries extractives et autres                                                | 32      | 4,7 %   | (6,7 %)     |
| Construction                                                                                              | 76      | 11,3 %  | (14,1 %)    |
| Commerce de gros et de détail, transports, hébergement et restauration                                    | 272     | 40,4 %  | (28 %)      |
| Information et communication                                                                              | 9       | 1,3 %   | (3,3 %)     |
| Activités financières et d'assurance                                                                      | 22      | 3,3 %   | (3,2 %)     |
| Activités immobilières                                                                                    | 45      | 6,7 %   | (5,3 %)     |
| Activités spécialisées, scientifiques et techniques et activités de services administratifs et de soutien | 75      | 11,1 %  | (17,1 %)    |
| Administration publique, enseignement, santé humaine et action sociale                                    | 88      | 13,1 %  | (14,2 %)    |
| Autres activités de services                                                                              | 55      | 8,2 %   | (8,1 %)     |

Le secteur du commerce de gros et de détail, des transports, de l'hébergement et de la restauration est prépondérant dans la commune puisqu'il représente 40,4 % du nombre total d'établissements de la commune (272 sur les 674 entreprises implantées à Sérignan), contre 28 % au niveau départemental.

#### Entreprises et commerces
Les cinq entreprises ayant leur siège social sur le territoire communal qui génèrent le plus de chiffre d'affaires en 2020 sont : 
- Serignan Distribution, hypermarchés (67 720 k€) ;
- Amat Et Cie, terrains de camping et parcs pour caravanes ou véhicules de loisirs (12 946 k€) ;
- Barascud Cheminees, commerce de détail d'autres équipements du foyer (5 058 k€) ;
- Rosalerm, hypermarchés (3 836 k€) ;
- Barascud Cuisines, commerce de détail d'autres équipements du foyer (3 063 k€).

#### Tourisme

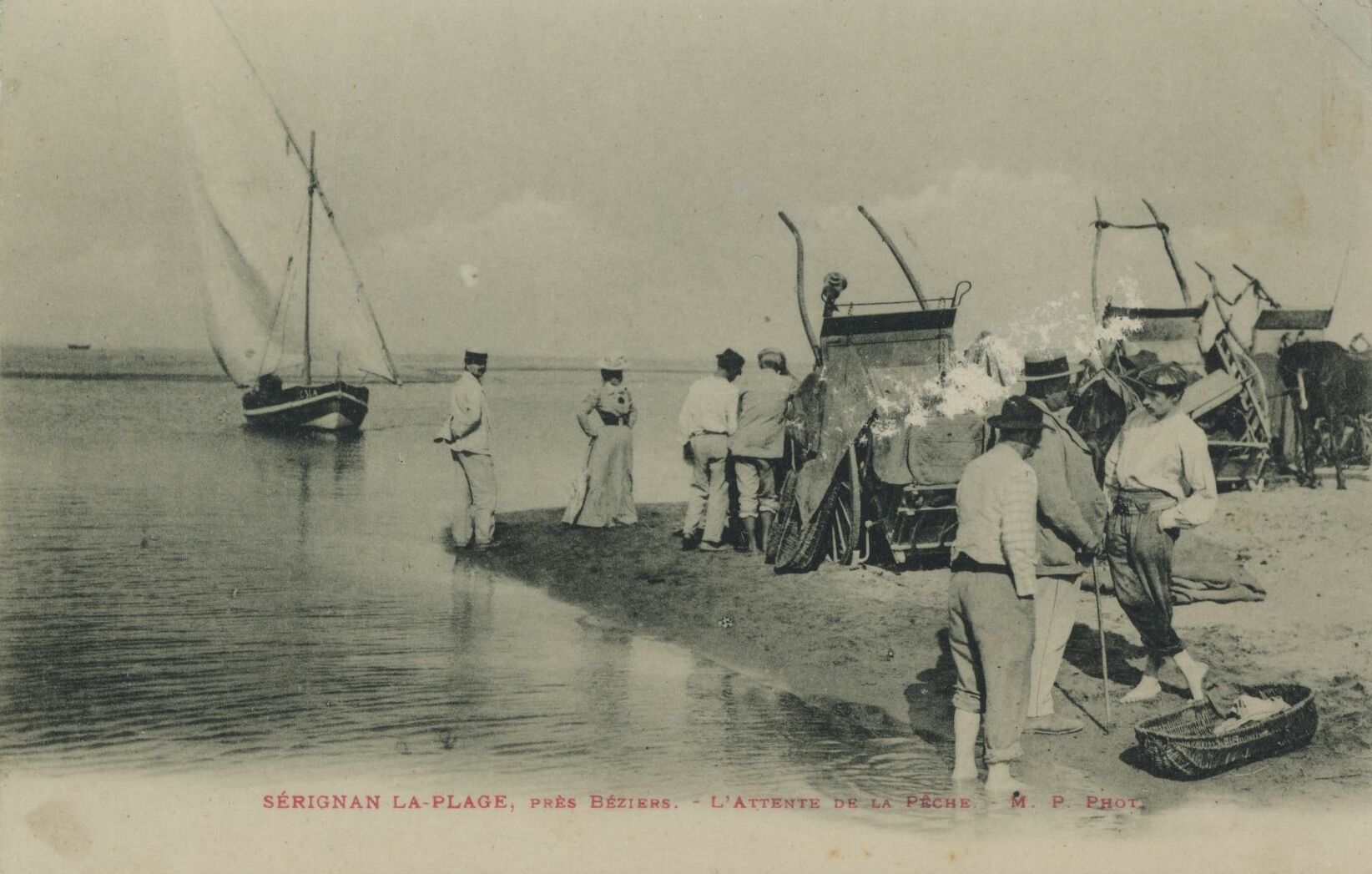
La plage et le retour des pêcheurs : carte postale (fin du).

Sérignan, par la proximité de son cordon littoral, a depuis longtemps une vocation touristique. La grande plage de sable fin a accueilli les Biterrois dans les premiers temps du tourisme balnéaire. Ce développement a été particulièrement important sur la rive droite de l'Orb, qui deviendra par la suite la commune de Valras-Plage. Sur la rive gauche, le grau de la Maïre — jusque-là domaine des pêcheurs — a attiré également de nombreux baigneurs, alors que la vigne occupait encore une part importante du sol à l'arrière du cordon dunaire.
Les années 1960 ont connu le début d'un tourisme organisé, avec la mise en place des premiers campings destinés à l'accueil des populations venues de loin. Pour installer ces établissements, des forages dans la nappe Astienne furent nécessaires afin de pouvoir disposer d’eau potable. Parallèlement fut mis en place un système écologique d'épuration des eaux usées, qui autorisa le développement d'une végétation rare sur ce secteur, en éliminant tout rejet à la mer.
Les précurseurs du tourisme balnéaire sérignanais ont arraché des pieds de vigne pour gagner de l'espace et accueillir une clientèle internationale. Ainsi, alors que les grands projets immobiliers prenaient corps sur le littoral héraultais, sous l'impulsion de la mission d'aménagement, Sérignan et Sérignan-Plage poursuivaient leur développement à travers les campings.

##### Le port de plaisance
Le port de plaisance de Sérignan offre une capacité d'accueil de plus de 320 anneaux maritimes et 60 appontements en rivière. Créé en 1971, il est géré par la chambre de commerce et d'industrie de Béziers Saint-Pons.
Soucieux du respect de l'environnement, le Conservatoire du littoral a fait l'acquisition des terrains des Orpellières, sauvegardant ainsi le front de mer de toute urbanisation future. D'un point de vue économique, le tourisme constitue la principale richesse de la commune.

##### Le naturisme
Dans les années 1970, à la demande d’un groupe de naturistes et après un vaste débat au sein de la commune, ainsi que parmi les membres de la paroisse, va naître un complexe naturiste en bord de mer. Il est aujourd'hui composé de deux campings naturistes, d'un village d'hôtellerie de plein air, d'une association et d'une plage naturiste d'un kilomètre.

### Agriculture
La commune est dans la « plaine viticole », une petite région agricole occupant la bande côtière du département de l'Hérault. En 2020, l'orientation technico-économique de l'agriculture dans la commune est la viticulture.
|               | 1988 | 2000 | 2010 | 2020 |
| ------------- | ---- | ---- | ---- | ---- |
| Exploitations | 158  | 115  | 67   | 66   |
| SAU (ha)      | 996  | 927  | 792  | 574  |

Le nombre d'exploitations agricoles en activité et ayant leur siège dans la commune est passé de 158 lors du recensement agricole de 1988 à 115 en 2000 puis à 67 en 2010 et enfin à 66 en 2020, soit une baisse de 58 % en 32 ans. Le même mouvement est observé à l'échelle du département qui a perdu pendant cette période 67 % de ses exploitations,. La surface agricole utilisée dans la commune a également diminué, passant de 996 ha en 1988 à 574 ha en 2020. Parallèlement la surface agricole utilisée moyenne par exploitation a augmenté, passant de 6 à 9 ha.

## Culture locale et patrimoine

### Lieux et monuments
Historiques

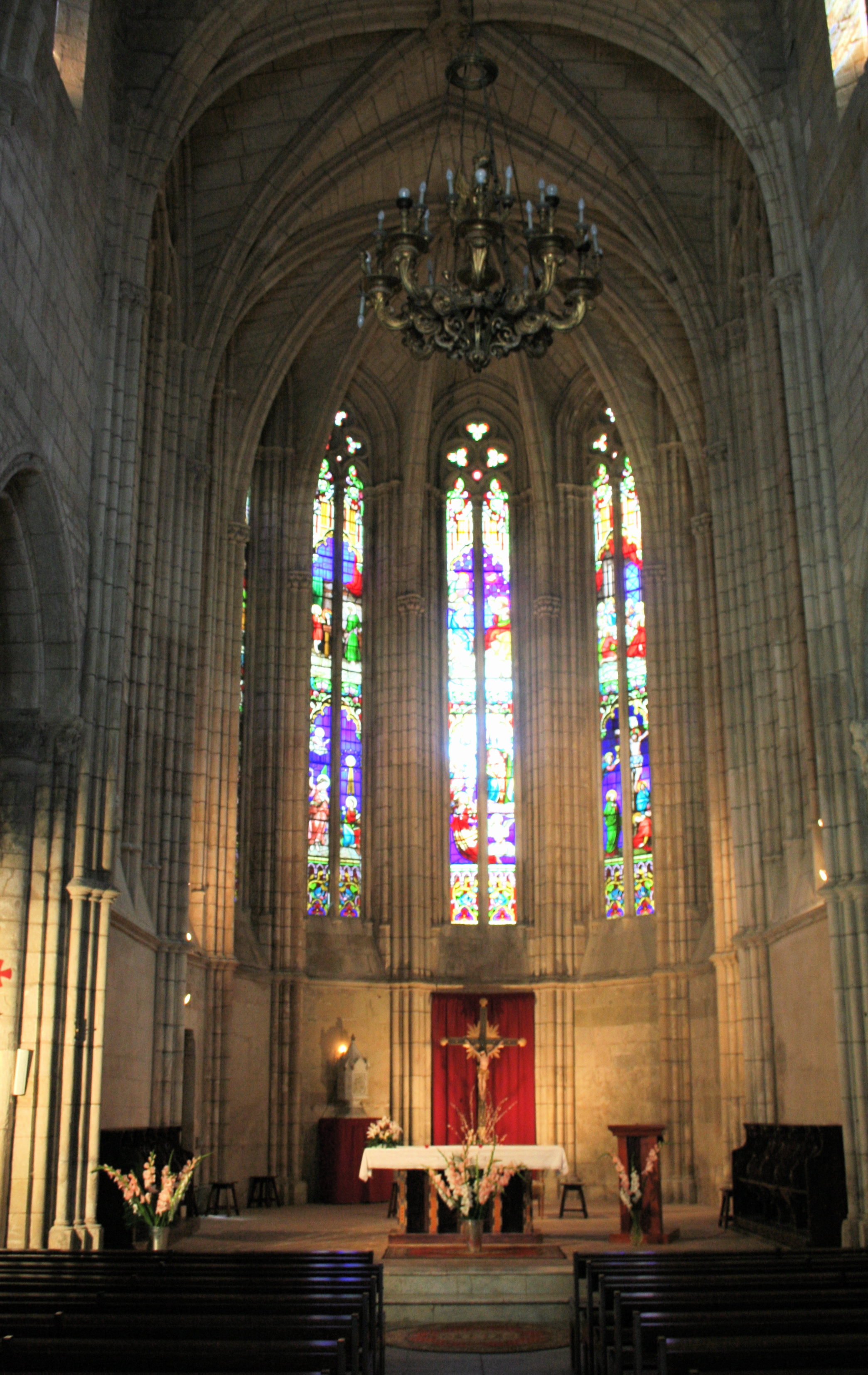
Chœur de la collégiale Notre-Dame-de-Grâce.

- La collégiale Notre-Dame-de-Grâce, classée monument historique en décembre 1907[57] ;
- La rue Saint-Roch ou Carriéra de Saint-Roch : cette rue, qui portait le nom éponyme du saint de Sérignan, les façades de certaines maisons abritaient dans les niches des statues du saint[58] ;
- Château de Sérignan ;
- Selon le compoix de 1760 art 308, il existait en plus du château appartenant à Mme de Poulpry, une maison dans lequel est à présent un moulin à huile[59] ;
- Le pont rouge : remplaçant le bac[60].

Un premier pont suspendu est construit en 1851 d'une portée de plus de 80 mètres. Le pont actuel, datant de 1908, est reconstruit sur la base des culées existantes. Deux piles ont été bâties dans le lit de cours d'eau afin de maintenir le tablier métallique composé de trois travées dont la longueur totale de l'ouvrage est de 81 mètres.
Naturels
- Les plages ;
- Sérignan-Plage et La Maïre ;
- Le cours d'eau de l'Orb.

Tourisme
- La passerelle Saint-Roch : dédiée à un accès piétonnier, cette passerelle permet le passage du cours d'eau de l'Orb afin d'accéder au cœur du village sans l'encombrer d'une circulation routière[61] ;
- Le musée régional d'art contemporain Occitanie ;
- La Cigalière : salle de spectacle, cernée par des colonnes de Daniel Buren ;
- Le domaine protégé des Orpellières, orné des peintures murales de Dado ;
- La Maison du tourisme.

### Événements culturels
- Festival BD de Sérignan créé en 1995 et organisé par Jean-François Marty.

### Personnalités liées à la commune
- Pierre de Jean Olivi (1248-1298), religieux franciscain.
- Saint Guillaume Courtet (vers 1590-1637), prédicateur et professeur de théologie.
- Joseph Crousat, dit Crouzat (1735-1825), général des armées de la République.
- Jean Guillaume Barthélemy Thomières (1771-1812), général français de la Révolution et de l’Empire.
- Paul Massebiau (1891-1986), ingénieur français.
- André Oulié (1898–1996), dessinateur et scénariste de bandes dessinées. Premier dessinateur français de Zorro et créateur de Robin l'intrépide. Il repose dans le cimetière de Sérignan.
- Jean Gau (1902-1979), navigateur né à Sérignan ayant effectué plusieurs tours du Monde à la voile, décédé à Pézenas.
- Georges Ricard (1906-1981), ingénieur aéronautique français, est né et mort à Sérignan.
- Georges Senal (1947-), joueur de rugby.
- Richard Gasquet (1986-), joueur de tennis.

### Héraldique
| Blason de Sérignan | Blason  | De gueules, au sautoir losangé de sinople et d'argent. |
| Blason de Sérignan | Détails | Le statut officiel du blason reste à déterminer.       |

### Gastronomie

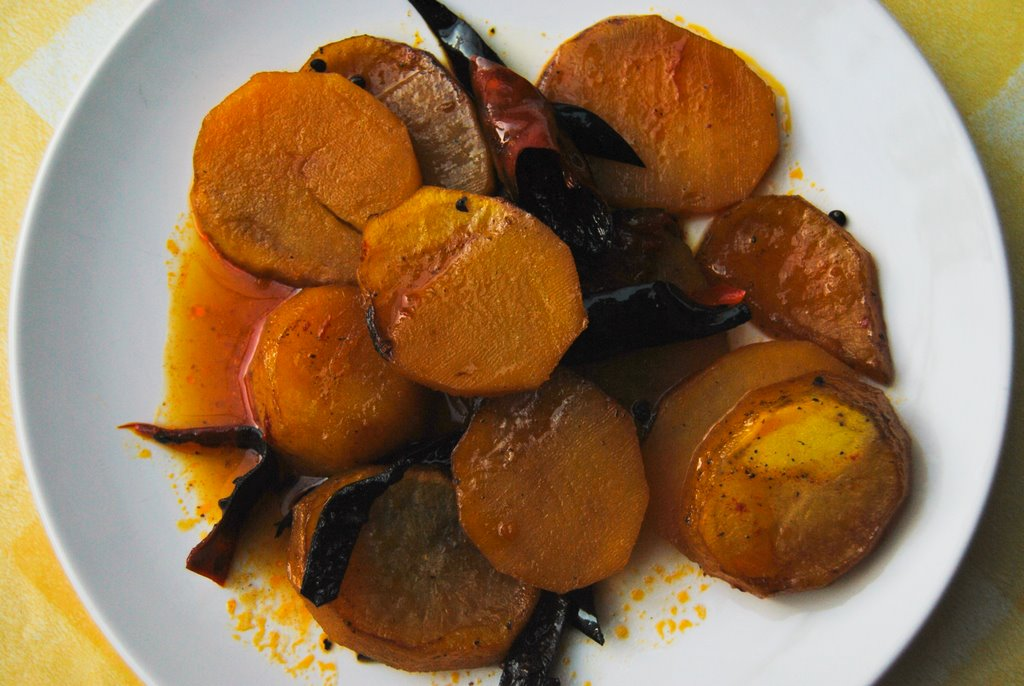
Un plat de pomme de terre à la santangiolèse.

La diversité des origines des habitants de Sérignan fait que sa gastronomie est souvent le résultat de la fusion culinaire.
Ainsi, les patates à la santangiolèse (ou patates à la mode de Saint Ange) sont une spécialité des Sérignanais originaires de Cetraro en Italie.